# Antonio Maspes
Antonio Maspes (Milaan, 14 januari 1932 - aldaar, 19 oktober 2000) was een Italiaans baanwielrenner. Hij werd tussen 1955 en 1964 zeven maal wereldkampioen sprint bij de profs, even veel als Jef Scherens, eenmaal tweede en eenmaal derde, en is daarmee de meest succesvolle Italiaanse sprinter uit de geschiedenis.
Als amateur behaalde hij brons op de Olympische Spelen van 1952 in Helsinki op de tandem, samen met Cesare Pinarello. 
In juli 1960 bracht hij het wereldrecord op de 200 meter vliegende start op 10,08 seconden op de wielerbaan van Rome.
Hij werd de "koning van de surplace" genoemd, de techniek om ter plaatse te blijven staan op de fiets met als bedoeling de tegenstander te dwingen om op kop te gaan rijden. In 1955 slaagden hij en Jan Derksen er zo in om ruim 32 minuten lang stil te blijven staan op de fiets. 
Antonio Maspes stierf in Milaan na een hartaanval. Om hem te eren werd de Vigorelli-wielerbaan van Milaan hernoemd tot "Velodrome Maspes-Vigorelli".